# Armoni Brooks

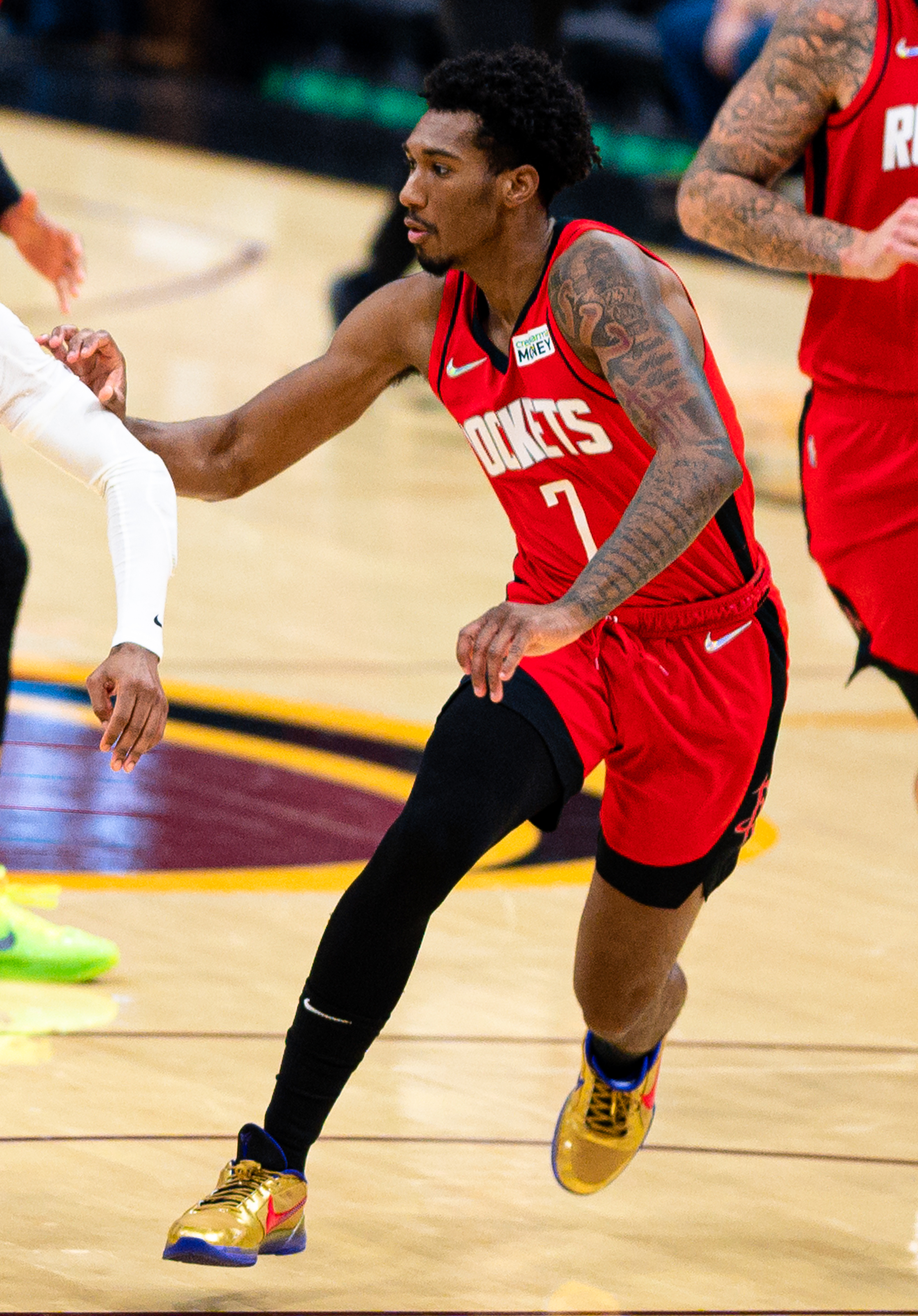
Armoni Brooks, 2021.

Armoni Daetrell Brooks, född 5 juni 1998 i Waco i Texas, är en amerikansk professionell basketspelare (PG/SG) som spelar för Brooklyn Nets i National Basketball Association (NBA). Han har tidigare spelat för Houston Rockets och Toronto Raptors.
Brooks blev aldrig NBA-draftad.
Innan han blev proffs studerade Brooks på University of Houston och spelade för deras idrottsförening Houston Cougars.